# 죽림정
죽림정은 대한민국 전라남도 영암군 군서면 서구림리에 있는 정자 건축물이다. 2009년 7월 13일 영암군의 향토문화유산 제2호로 지정되었다.
죽림정은 현징(玄徵, 1629~1702)이 벼슬을 버리고 귀향하여 지은 것으로 그의 호인 죽림옹(竹林翁)을 따라 정호(亭號)도 죽림정으로 하였다. 원래 이 정자는 현재의 위치가 아닌 시종면 내동리에 있었던 취음정(就陰亭)을 현징과 종형(從兄) 유후(裕後)가 현재의 위치로 이축하였다고 전한다.